# Svitava
Svitava – rzeka we wschodniej części Czech, na Morawach, w dorzeczu Dunaju, lewy dopływ Svratki.
Svitava płynie początkowo przez Wyżynę Switawską (cz. Svitavská pahorkatina), a dokładniej przez Wyżynę Czeskotrzebowską (cz. Českotřebovská vrchovina), rozdzielając jej dwa grzbiety, niżej dolina Svitavy oddziela Wyżynę Drahańską (cz. Drahanská vrchovina) od Gór Ździarskich (cz. Žďárské vrchy) i Wyżyny Bobrawskiej (cz. Bobravská vrchovina).
Nad rzeką leżą Svitavy, Březová nad Svitavou, Letovice, Svitávka, Skalice nad Svitavou, Blansko, Adamov oraz wschodnia część Brna.